# Phyllangia consagensis
Phyllangia consagensis är en korallart som först beskrevs av John Wyatt Durham och Barnard 1952.  Phyllangia consagensis ingår i släktet Phyllangia och familjen Caryophylliidae. Inga underarter finns listade i Catalogue of Life.